# Parque nacional da Garamba
O parque nacional da Garamba, situado na República Democrática do Congo, na África, foi estabelecido em 1938. É um dos parques nacionais mais velhos da África, e foi designado Património Mundial da UNESCO em 1980. Garamba é o repouso da última população selvagem conhecida no mundo de rinocerontes-brancos. Adicionou-se à lista de locais de património mundial em perigo em 1996. O parque é também bem conhecido pelo seu programa do domesticação de elefantes africanos começado na década de 60.